# Bassins
Pour l’article ayant un titre homophone, voir Bassin.
Bassins (/ba.sɛ̃/) est une commune suisse du canton de Vaud, située sur La Côte, dans le district de Nyon. Le village fait partie des sites clunisiens, du district franc fédéral du Noirmont et du parc naturel régional Jura vaudois.
En 2019, elle était la 29e plus grande commune du canton de Vaud en superficie et la 104e commune la plus peuplée.

## Toponymie
La prononciation Bassins, en arpitan vaudois : /a.baˈʃɛ̃/, remonte à 1195, sous le nom de Bacins.

### Bassinges (jusqu'en 1148)
- Le nom serait d’origine burgonde, d'un primitif Bassingos et de nom propre Basso « Chez les Basso », issu du germanique batis ou batiz « Meilleur »[5]

### Bassins (depuis 1148)
- Bassins serait d'origine romaine, latinisé du nom burgonde Bassinges, en Battius, Baccius, Bassius ou Bascius, dérivé par le suffixe toponymique -ãnum[6]

| Années      | Bassins     |
| ----------- | ----------- |
| 974 – 1135  | Bassinges   |
| 1135 – 1185 | Bassanus    |
| 1148        | Bassiniacum |
| 1153 – 1162 | Bassiniaco  |
| Depuis 1164 | Bassins     |
| 1195 – 1215 | Bacins      |

## Géographie

### Localisation
La commune de Bassins est situé à l'ouest de la Romandie, sur le plateau suisse, dans la campagne vaudoise et dans l'agglomération du Grand Genève, à environ 30 kilomètres de Lausanne et environ 20 kilomètres de Genève, sur les contreforts du Jura, à la limite des grandes forêts, à une altitude moyenne d’environ 800 mètres et d'environ 500 mètres au-dessus du Léman.
Son territoire est un site en pente qui descend depuis le massif du Jura jusqu'au hameau de La Cézille. La commune s'étend sur un dénivelé de plus de 900 mètres, du village de Vich (524 m) au Crêt de Grison (1 323 m), en passant par l'église de Bassins (751 m) et la gare de Bassins (756 m).

### Territoire
- Forêts: 12,79 kilomètres carrés (61,3 %)
- Champs: 7,16 kilomètres carrés (34,3 %)
- Bâtiments et routes: 0,88 kilomètres carrés (4,2 %)
- Improductif: 0,02 kilomètres carrés (0,1 %)

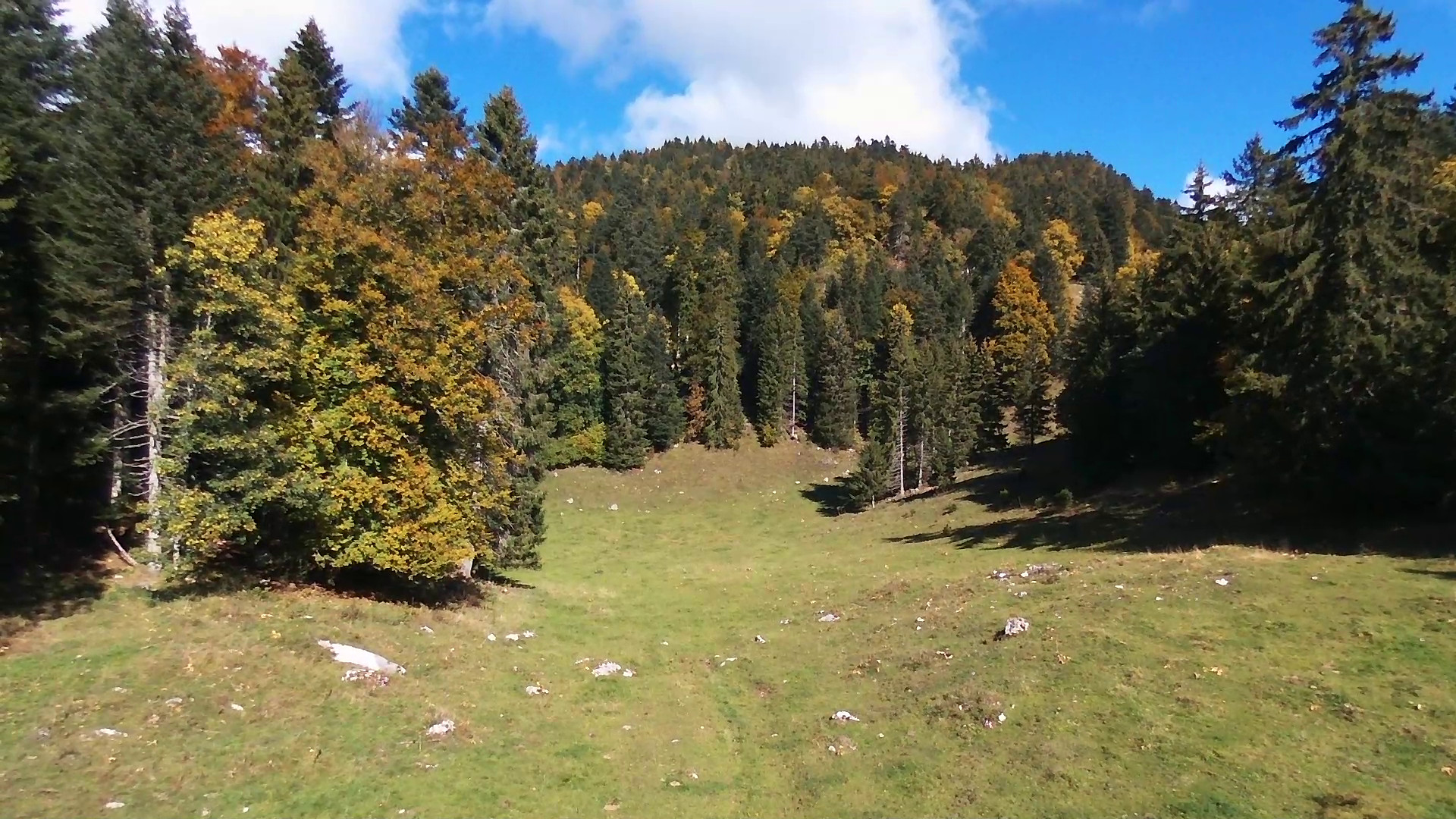
Vue d'un pâturage des grandes forêts.

Le territoire de la commune a une forme de boomerang (Sud-est ; Nord-ouest ; Nord-est) : Du nord-est au nord-ouest, on y voit la Combe des Puits, le Bois de la Bassine, puis la Forêt des Pralets et la Combe de la Valouse. Du nord-est au sud-est, on y voit le Bois de Peney, la Combe du Raffort, puis La Combe. Et enfin, du nord-ouest au sud-ouest, on y voit Le Jubillet et la Combe de Begnins.
La commune s'étend sur 20,85 km2, ses différentes parties sont représentés sur le diagramme ci-dessous :
Sur la surface bâtie, les logements et les bâtiments représentent 2,0 % et les infrastructures de transport 1,4 % de la superficie totale. Parmi les terres forestières, 58,9 % de la superficie totale est fortement boisée et 2,4 % est couverte de vergers ou de petits groupes d'arbres et sur les terres agricoles, 8,2 % sont utilisées pour les cultures, 3,6 % pour les pâturages et 23,6 % de la superficie totale pour les alpage.

#### Localités
La commune compte 1 localité :
- La Cézille

#### Hameaux
La commune compte 4 hameaux :
| - Bassins - Le Châtelard | - Châtillon - Le Ravin |  |

#### Lieux-dits
La commune compte 35 lieux-dits :
| - Moinsel - La Vy Noire - Les Longs Champs - Pré des Leipes - Les Gilles - Le Crot - Les Frasses - Les Rochettes - Rionde Dessous - Le Flon - Bois des Leipes - La Vy des Gros - Venchellez - Le Molaret - Le Rebattiau - La Bassine - Rionde Dessus - Le Planet | - Les Mouilles - Le Bugognet - En Félinge - La Chanelaz - L'Essert Chevalier - Les Bruets - La Chaumette - Les Baumettes - Le Grand Chaney - La Bâme - Les Pralets - La Crotte - Mondion - La Pessette - La Dunanche - Les Indévis - Bois au Ministre |

### Topographie

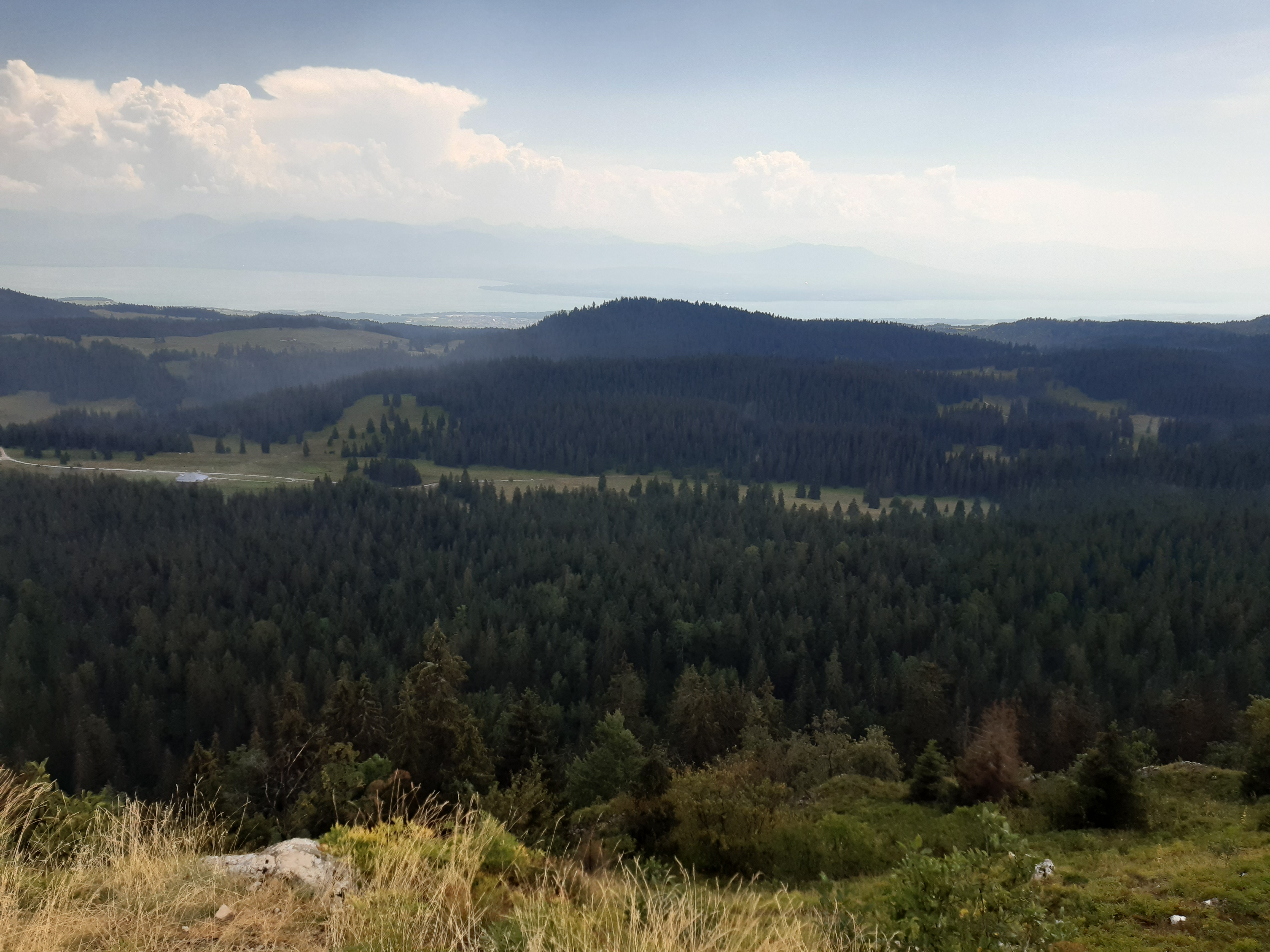
Vue de La Vy des Gros depuis le Mont Sâla.

Les principaux sommets situés sur la commune sont le Crêt de Grison (culminant à 1 324 mètres d'altitude) et La Vy des Gros (culminant à 1 319 mètres d'altitude). Les gorges de Moinsel se situent également sur la commune, à la frontière avec Arzier-Le Muids.

### Hydrographie
Le village est traversé par les rivières et les ruisseaux de la Serine, du Geny et de la Combe, qui y prennent leurs sources.

### Climat
Le village de Bassins est situé dans une région au climat océanique sans saison sèche, avec des étés tempérés (Cfb selon la classification de Köppen).
| Mois                                | jan. | fév. | mars | avril | mai  | juin | jui. | août | sep. | oct. | nov. | déc. | année |
| ----------------------------------- | ---- | ---- | ---- | ----- | ---- | ---- | ---- | ---- | ---- | ---- | ---- | ---- | ----- |
| Température minimale moyenne (°C)   | −1,7 | −1,6 | 0    | 1,4   | 6,3  | 11,3 | 14,2 | 14,6 | 9,9  | 5,6  | 0,6  | −0,9 | 3,6   |
| Température moyenne (°C)            | 0    | 0,2  | 1,9  | 5,8   | 11,5 | 16,8 | 19,6 | 19,7 | 14,3 | 9,5  | 2,8  | 0,5  | 8,1   |
| Température maximale moyenne (°C)   | 1,6  | 1,9  | 6    | 11,2  | 17,2 | 22,7 | 25,9 | 25,7 | 19,8 | 14,2 | 6,8  | 3,8  | 13    |
| Ensoleillement (h)                  | 83   | 103  | 148  | 158   | 173  | 196  | 217  | 202  | 161  | 122  | 80   | 69   | 1 712 |
| Précipitations (mm)                 | 109  | 91   | 90   | 83    | 105  | 99   | 105  | 107  | 104  | 119  | 119  | 140  | 1 271 |
| Nombre de jours avec précipitations | 10,4 | 8,9  | 10   | 9,8   | 12   | 10   | 9,2  | 9,1  | 8,3  | 10,4 | 10,1 | 10,6 | 118,8 |

| Diagramme climatique                                  |           |      |           |            |            |             |             |            |            |           |            |
| J                                                     | F         | M    | A         | M          | J          | J           | A           | S          | O          | N         | D          |
| 1,6−1,7109                                            | 1,9−1,691 | 6090 | 11,21,483 | 17,26,3105 | 22,711,399 | 25,914,2105 | 25,714,6107 | 19,89,9104 | 14,25,6119 | 6,80,6119 | 3,8−0,9140 |
| Moyennes : • Temp. maxi et mini °C • Précipitation mm |           |      |           |            |            |             |             |            |            |           |            |

### Protection de la nature
Le village fait partie du parc naturel régional Jura vaudois. Cette zone est notamment protégée pour ses pâturages très boisés. Ces milieux naturels abritent notamment le saxifrage bouc, le Grand Tétras et la vipères péliade. Une partie de la commune est englobée dans le district franc fédéral du Noirmont (no 30).

## Population

### Gentilé et surnoms
Les habitants de la commune se nomment les Bachenards.
Ils sont surnommés les Sèche-Brebis (lè Chètse-Faye en patois vaudois) ou les Mange-Brebis (lè Medze-Faye). Ces surnoms s'expliquent par une légende qui raconte qu'un jeune pâtre aurait fait sécher dans un four une brebis mouillée par la pluie.

### Démographie
En décembre 2019, Bassins avait une population de 1 386 habitants.
La population a augmenté de plus de 1 100 personnes entre 1960 et 2020.
| Bassins                        | 4,71 % | 1,11 % | 3,4 % | 3,1 % |
| Moyenne dans le canton de Vaud | 0,97 % | 0,7 %  | 1,4 % | 1,6 % |
| Sources des données : VD       |        |        |       |       |

Le graphique suivant résume l'évolution de la population de Bassins, entre 1940 et 2020 :

#### Âge des habitants
| Âge de la population | Nombre de personnes | Pourcentage sur la population totale |
| -------------------- | ------------------- | ------------------------------------ |
| 0-9 ans              | 188                 | 16,9 %                               |
| 10-19 ans            | 153                 | 13,7 %                               |
| 20-29 ans            | 81                  | 7,3 %                                |
| 30-39 ans            | 165                 | 14,8 %                               |
| 40-49 ans            | 226                 | 20,3 %                               |
| 50-59 ans            | 128                 | 11,5 %                               |
| 60-69 ans            | 104                 | 9,3 %                                |
| 70-79 ans            | 42                  | 3,8 %                                |
| 80-89 ans            | 23                  | 2,1 %                                |
| 90 et plus           | 5                   | 0,4 %                                |

| Âge de la population | Nombre de personnes | Pourcentage sur la population totale |
| -------------------- | ------------------- | ------------------------------------ |
| 0-19 ans             | 372                 | 25,2 %                               |
| 20-39 ans            | 322                 | 21,8 %                               |
| 40-64 ans            | 603                 | 40,9 %                               |
| 65-79 ans            | 137                 | 9,3 %                                |
| 80 et plus           | 41                  | 2,8 %                                |

#### Origine des habitants
En 2000, la majorité de la population parlait le français (681 ou 81,9 %), l'allemand étant la deuxième langue la plus courante (69 personnes ou 8,3 %) et l'anglais la troisième (46 ou 5,5 %). Il y avait 10 personnes qui parlaient italien.
En 2008, 23,5 % de la population résidant à Bassins était des ressortissants étrangers.
Le graphique ci-dessous représente l'origine de la population des années 2013 à 2020 :
|                  | 2013 | 2014 | 2015 | 2016 | 2017 | 2018 | 2019 | 2020 |
| Suisses          | 976  | 998  | 1009 | 1002 | 1042 | 1038 | 1066 | 1123 |
| Français         | 61   | 57   | 58   | 65   | 84   | 86   | 107  | 127  |
| Italiens         | 41   | 39   | 45   | 42   | 33   | 35   | 31   | 26   |
| Espagnols        | 13   | 17   | 18   | 18   | 12   | 10   | 5    | 10   |
| Portugais        | 48   | 42   | 43   | 44   | 41   | 42   | 43   | 49   |
| Kosovars         | 4    | 4    | 0    | 0    | 0    | -    | 9    | 11   |
| Autres étrangers | 158  | 161  | 147  | 140  | 144  | 136  | 134  | 129  |

Entre 1999 et 2009, la population a augmenté de 43 %, 31,3 % en raison de la migration et 11,7 % en raison des naissances et des décès.

### Ménages
En 2000, il y avait une moyenne de 2,4 personnes dans 330 ménages privés dans la municipalité, 99 ménages étaient composés d'une seule personne et 28 ménages comptaient cinq personnes ou plus. Sur un total de 342 ménages ayant répondu à cette question, 28,9 % étaient des ménages composés d'une seule personne et il y avait 2 adultes qui vivaient avec leurs parents. Parmi les autres ménages, on comptait 101 couples mariés sans enfants, 103 couples mariés avec enfants et 21 parents isolés avec un ou plusieurs enfants. Il y avait 4 ménages qui étaient composés de personnes sans lien de parenté et 12 ménages qui étaient composés d'une sorte d'institution ou d'un autre logement,.

## Histoire

### Origines

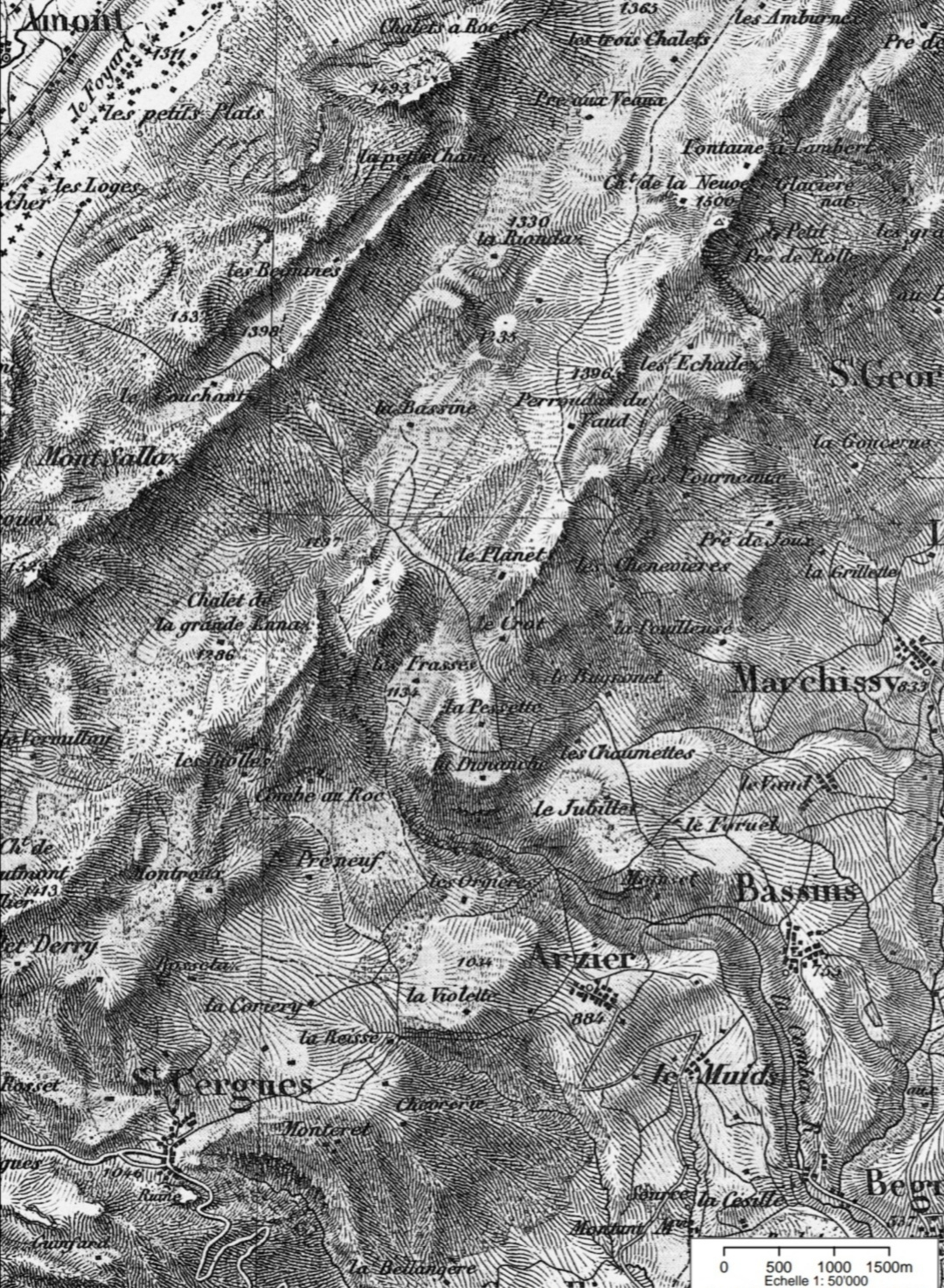
Extrait de la carte Dufour de 1864, montrant Bassins.

L'origine de Bassins, occupé par les Romains, puis par les Burgondes, n'est attesté que depuis le 10e siècle. Pourtant, la découverte d'un cimetière datant du haut Moyen Âge témoigne d'un peuplement précoce du territoire communal, à cette époque là.

### Appartenances historiques
Les différentes appartenances historiques du territoire de Bassins :
- République romaine : de ? à 27 av. J.-C.
- Empire romain : de 27 av. J.-C. à 395

Empire romain d'Occident (395 – 4 septembre 476)
- Empire romain d'Occident : de 395 à 411
- Royaume des Burgondes (Sapaudie) : de 411 au 4 septembre 476

Royaume des Burgondes (4 septembre 476 – 532)
- Royaume des Burgondes (Sapaudie) : du 4 septembre 476 à 532

Royaume francs (532 – 800)
- Royaume des Burgondes (Sapaudie) : de 532 à 534
- Royaume de Bourgogne (Sapaudie) : de 534 à 800

Empire carolingien (800 – 7 avril 924)
- Royaume de Bourgogne (Sapaudie) : de 800 à 843
- Francie médiane (Sapaudie) : de 843 à 855
- Lotharingie (Sapaudie) : de 855 à 888
- Royaume de Haute-Bourgogne (Sapaudie) : de 888 au 7 avril 924

Royaume de Haute-Bourgogne (7 avril 924 – 933)
- Royaume de Haute-Bourgogne (Sapaudie) : du 7 avril 924 à 933

Royaume d'Arles (933 – 1032)
- Royaume d'Arles (Sapaudie) : de 933 à 1032

Saint-Empire romain germanique (1032-1648)
- Royaume d'Arles (Sapaudie) : de 1032 à 1207
- États de Savoie ( Occupation savoyarde) : de 1207 à 1536
- États de Savoie ( Occupation bernoise) : de 1536 à 1648

États de Savoie (1648 – 12 avril 1798)
- États de Savoie ( Occupation bernoise) : de 1648 au 12 avril 1798

République helvétique (12 avril 1798 – 10 mars 1803)
- République helvétique ( Canton du Léman) : du 12 avril 1798 au 10 mars 1803

Première république française (10 mars 1803 – 18 mai 1804)
- Confédération des XIX cantons ( Canton de Vaud) : du 10 mars 1803 au 18 mai 1804

Premier Empire français (18 mai 1804 – 4 avril 1814)
- Confédération des XIX cantons ( Canton de Vaud) : du 18 mai 1804 au 4 avril 1814

Confédération des XIX cantons (4 avril 1814 – 7 août 1815)
- Confédération des XIX cantons ( Canton de Vaud) : du 4 avril 1814 au 7 août 1815

Confédération des XXII cantons (7 août 1815 – 12 septembre 1848)
- Confédération des XXII cantons ( Canton de Vaud) : du 7 août 1815 au 12 septembre 1848

Confédération suisse (depuis le 12 septembre 1848)
- Confédération suisse ( Canton de Vaud) : depuis le 12 septembre 1848

### Historique communale

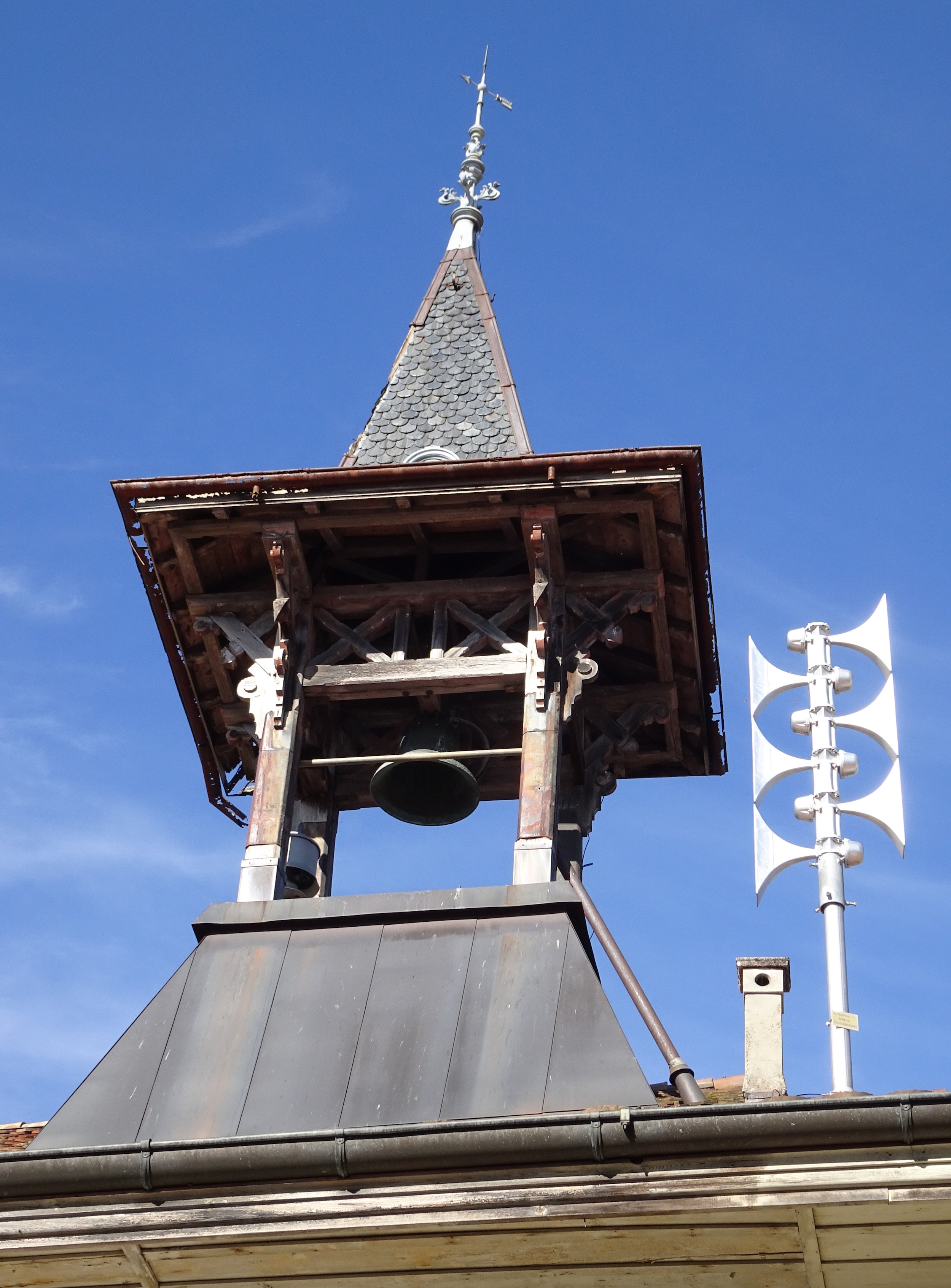
Vue du clocheton et des sirènes d'alarme de la mairie de Bassins.

Le village de Bassins a fait partie de l'ordre de Cluny de 1099 à 1536.
Les traces de son ancien prieuré, actuellement l'église de Bassins, remonteraient à 1164, lorsque le nom Gerolet, prieur de Bassins, ressortit lors d'une transaction de l'évêque de Genève, Arducius de Faucigny, entre l'abbaye de Bonmont et celle de Dalmare de Divonne. Son territoire s'étendait jusque sur les sommets du Jura, entre les possessions de la chartreuse d'Oujon et celles de l'abbaye de Bonmont.
Bassins fit partie de la ville de Payerne, jusqu'en 1535, de 1536 à 1798, au bailliage de Nyon, sous le régime bernois et depuis 1798, au district de Nyon.
Au XIXe siècle, deux grands incendies éclatèrent, dans le vieux village. Le premier, dans le quartier de l'église le 21 mars 1868, lors duquel il fallut 673 hommes, en plus des pompiers communaux, pour venir à bout du sinistre qui brûla 10 bâtiments et le deuxième en 1899, détruisant les maisons en face de l'auberge de la Couronne.
La population croît de 300 à 1400 habitants entre 1960 et 2021. La commune, propriétaire de la plupart des forêts de son territoire et de dix chalets d'alpage, fut l'une des plus riches du canton de Vaud jusque dans les années 1970.

## Armoiries

### Blasonnement
L'héraldique des armoiries municipale de Bassins, :
|  | Blasonnement : Coupé au premier d'azur, au sapin de sinople fûté de gueules, sommé d'un oiseau d'argent, accosté à senestre d'un ours passant d'argent, lampassé et armé de gueules et, à dextre, d'un renard contourné de gueules. Au deuxième de gueules à une fontaine d'argent sur une terrasse de sinople. |

### Légende
Selon la légende et un ancien sceau à cacheter, en argent, sur lequel la patte d'un ours dressé tient l'écusson, Bassins et Arzier-Le Muids se disputaient, dans la combe entre les deux communes, le territoire de la forêt de Fyai (nom disparu). Elles étaient représentées sur l'héraldique, l'une par l'ours et l'autre par le renard (pas d'informations sur quelle commune est quel animal). L'État, représenté par la colombe, voulant mettre d'accord les deux parties, s'attribua le sapin symbolisant la forêt. La fontaine, cependant, représente une des particularités de Bassins, qui est de posséder une multitude de sources présentent sur son territoire.

## Activités

### Tourisme
- Le sentier des Toblerones, un sentier long de 17 km, qui suit la ligne des Toblerones, une ligne de fortifications de la Seconde Guerre mondiale[24].
- Le sentier géologique, qui est un sentier de 16 km de long, parcourant les hauteurs du village de Bassins[25],[26],[27].
- Le sentier lithologique, qui est un sentier de 9 km de long, parcourant les crêts du village[28],[29].
- Le sentier des alpages, un sentier de 6 km de long, situé vers les chalets d'alpage de Bassins[30],[31],[32].
- Le sentier botanique, un sentier long de 1,2 km, parcourant les hauts des Platets à la découverte des essences de bois et de fleurs des forêts du Jura[33].
- La distillerie de Bassins, qui est une distillerie de plantes aromatiques et médicinales (visites organisées en juillet).
- L'espace Gasser, qui est un parc naturel, ayant été aménagé dès 1964[34].
- Le camping du Jubillet, qui est un camping ouvert toute l'année, installé en haut du village, bordant la forêt[35].

## Piscine
La piscine de Bassins est une piscine couverte, construite avec des matériaux écoresponsables, entre 2003 et 2004.

### Histoire
La première mention de la construction d'une piscine à Bassins ressortit le 29 septembre 2000, lors du Conseil exécutif du groupement scolaire, à la suite des discussions sur les infrastructures scolaires nécessaires.
En mars 2001, un crédit de 40 000 francs fut voté pour la mise au concours du projet, la première évaluation du coût s'évaluait à 1,9 million CHF.
En septembre 2001, après la conception du projet, développé par l'entreprise d'architecture Fournier et Maccagnan, son prix fut évalué à 2,5 millions CHF.
En mars 2002, après les votations, qui passèrent à 62% de oui, contre 38% de non, la piscine fut estimée à 4,2 millions CHF.
En février 2003, le conseil communal accorda un crédit de 2,695 millions de francs et la clinique de Genolier un crédit de 1,5 million de francs, pour le projet s'évaluant à un coût total de 4,695 millions CHF.
La construction de la piscine débuta le 1er juillet 2003, avec ses 440 m3, ce fut le bois, le principal matériel utilisé à sa conception.
La réalisation de la piscine se termina en août 2004, son coût global fut, finalement, de 5,324 millions de francs suisses.

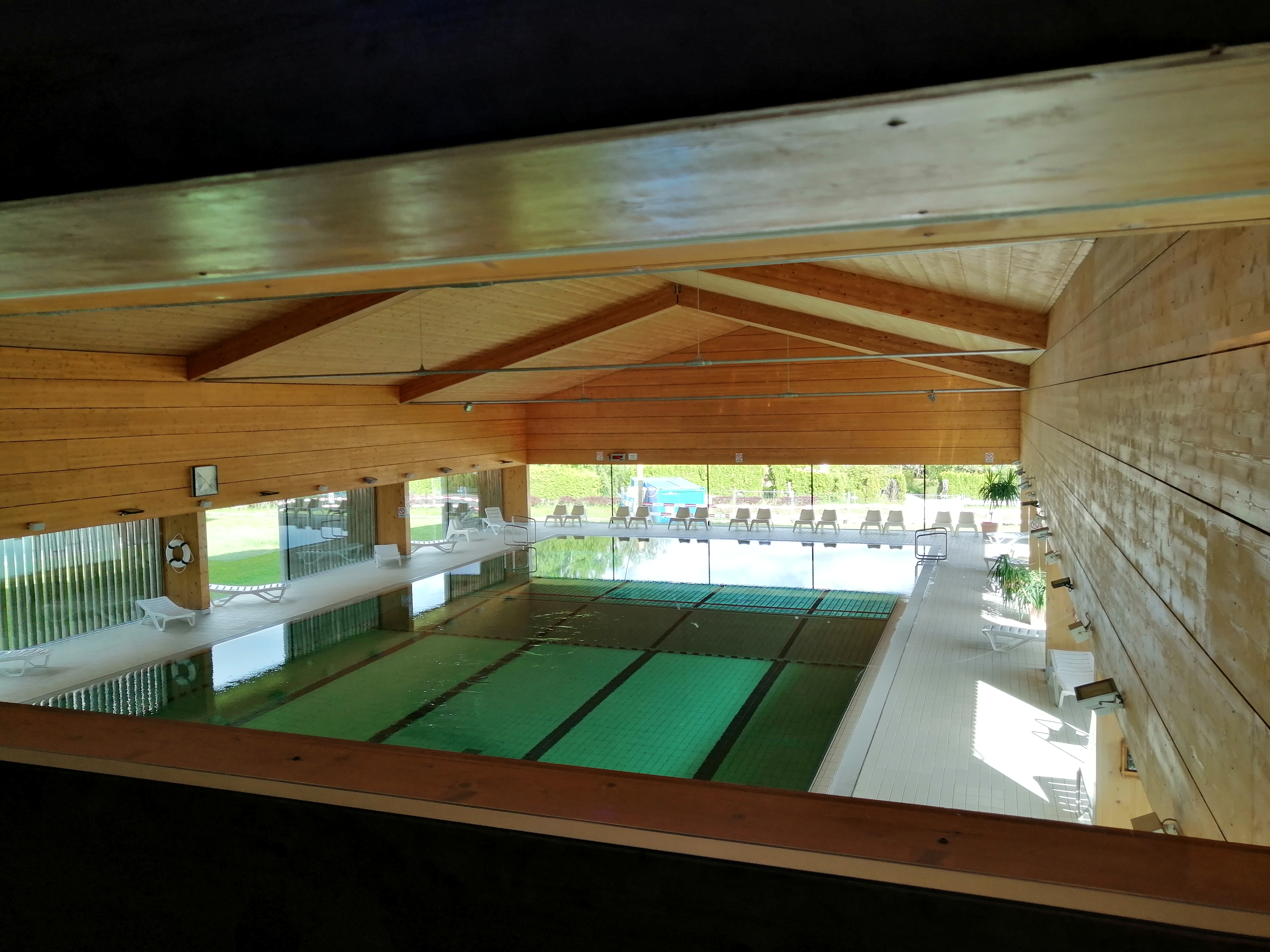
Vue de l'intérieur de la piscine.

## Transports

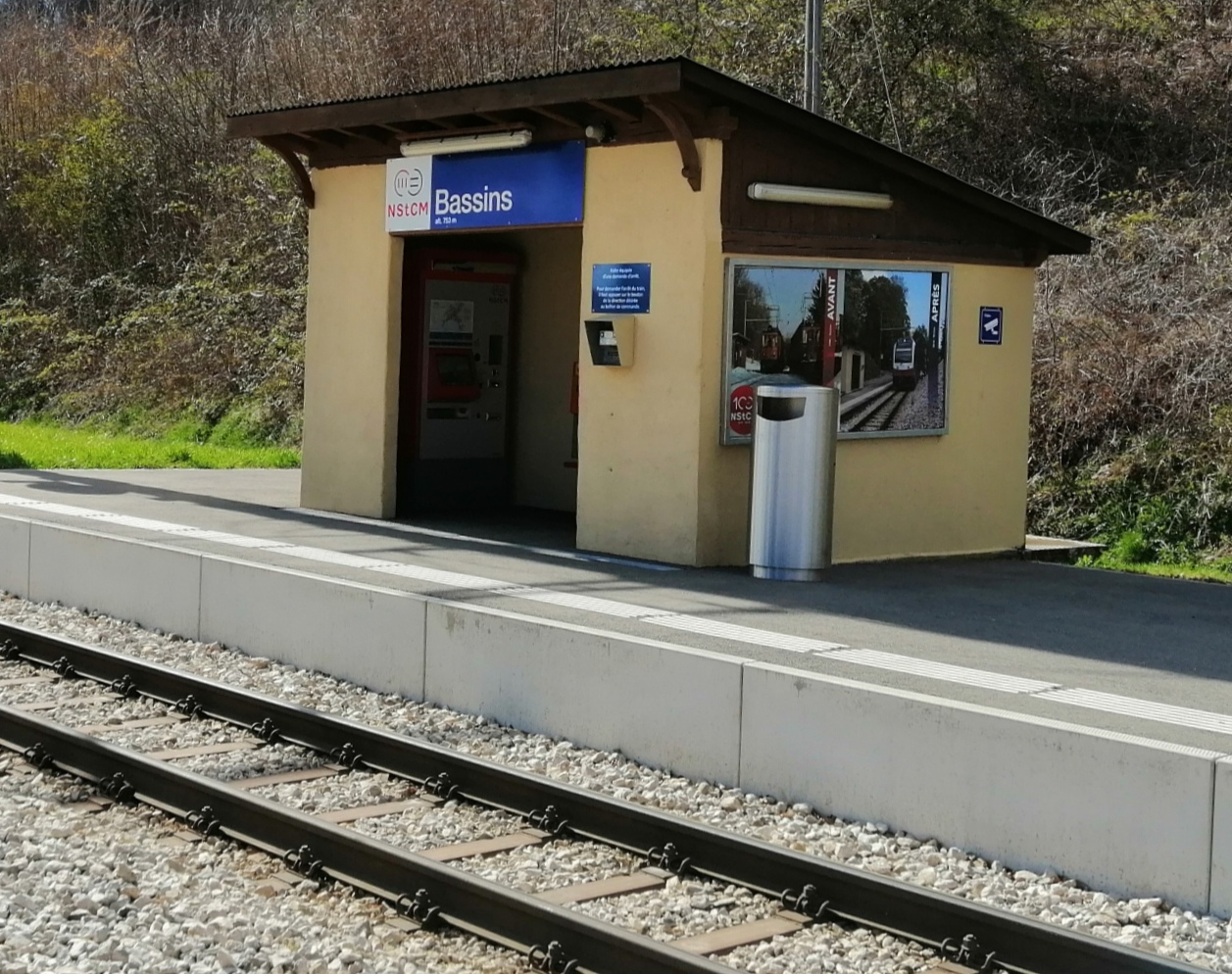
La gare de Bassins.

Bassins est accessible par la route, à l'Ouest en direction de Le Muids, au Sud en direction de Begnins et au Nord-Est en direction de Le Vaud. La commune est desservie par CarPostal en direction de Nyon ou de Saint-George et de Gland ainsi que par le chemin de fer Nyon-Saint-Cergue-Morez. Cependant, la gare étant passablement éloignée du village, elle est moins utilisée que les autocars[réf. nécessaire].

### Lignes de transports publics
Bassins est desservie par la ligne Bassins, Colonie – Bassins, gare (825), aux arrêts de bus Bassins, Colonie, Bassins, Siaux, Bassins, Piscine P1, Bassins, Tillette et Bassins, gare du réseau Rail-Bus Bassins. Elle est également desservie par les lignes de CarPostal Nyon, gare – Saint-George, village (820), aux arrêts de bus Bassins, La Tillette et Bassins, piscine et Gland, gare nord – Bassins, piscine (830), à l'arrêt Bassins, piscine. Enfin, elle est desservie par la ligne du Chemin de fer Nyon-Saint-Cergue-Morez Nyon – Saint-Cergue – La Cure (155), à la gare de Bassins.

### Rail-Bus Bassins (825)
La ligne 825 fut ouverte le 21 août 2006, il y avait 10 courses aller-retour par journée. En 2018, la ligne Bassins, Tillette – Gare de Bassins ferma, car elle n'était pas assez utilisé.
Le 3 mai 2021, la ligne Bassins, Tillette – Gare de Bassins fit rouverte, car plusieurs habitants de la commune demandèrent sa réouverture.

## Politique et municipalité

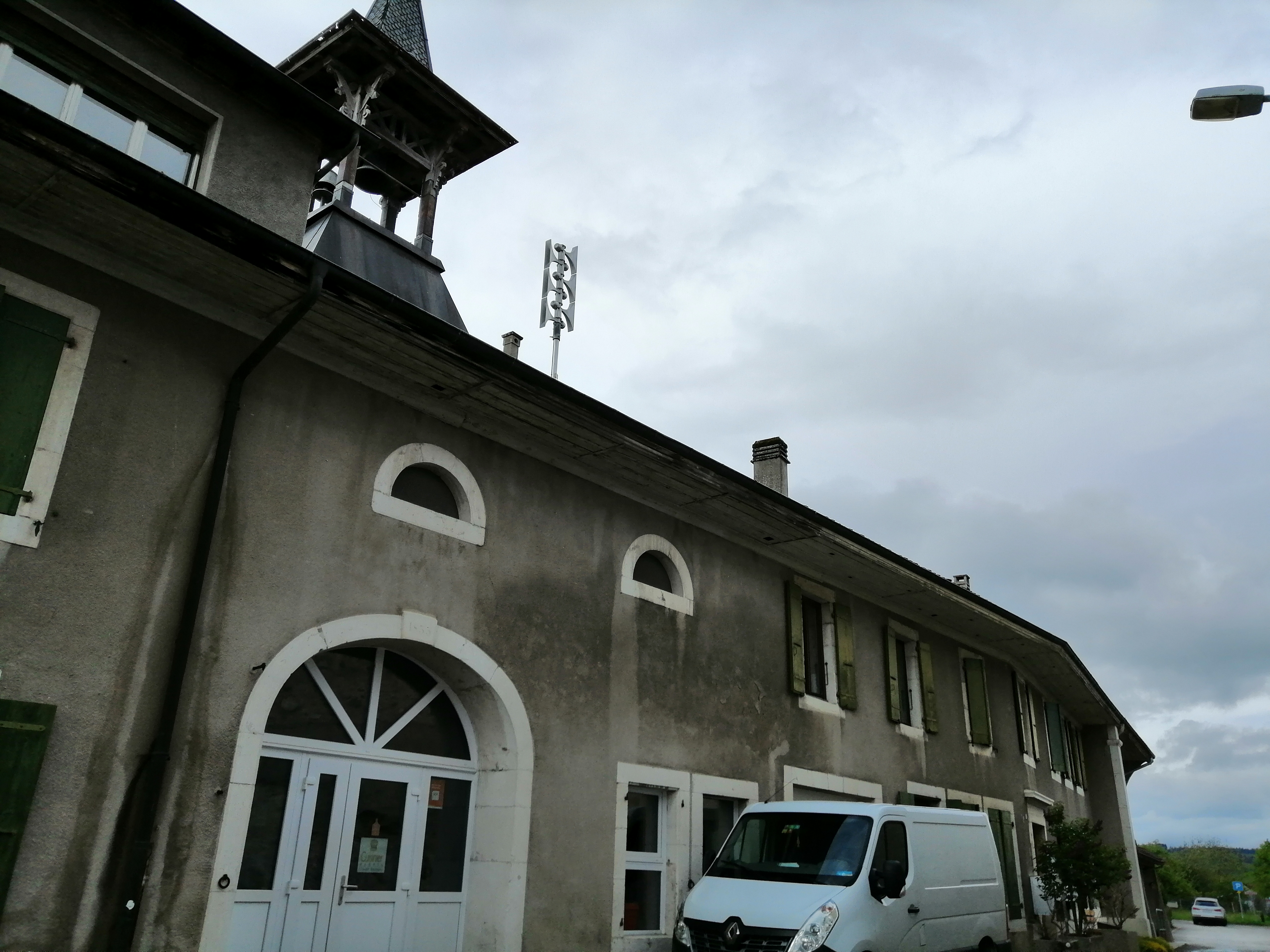
Les bureaux communaux de Bassins.

Lors des élections fédérales de 2007, le taux de participation était de 297 voix ou 48,6%. Le parti le plus populaire était le PS avec 21,82% des voix. Les trois autres partis les plus populaires étaient l'UDC avec 20,82%, Les Verts avec 16,28% et le PLR avec 12,69%.
| Période | Période       | Identité               | Étiquette | Qualité                                                                          |
| ------- | ------------- | ---------------------- | --------- | -------------------------------------------------------------------------------- |
| 1803    | 1806          | Jean-Charles Dunand    |           |                                                                                  |
| 1806    | 1810          | Jean-Daniel Treboux    |           |                                                                                  |
| 1810    | 1813          | Jean-Charles Dunand    |           |                                                                                  |
| 1813    | 1816          | Abram Treboux          |           |                                                                                  |
| 1816    | 1827          | Jean-Marc Velan        |           |                                                                                  |
| 1827    | 1828          | Jean-François Genevay  |           |                                                                                  |
| 1828    | 1832          | Jean-Samuel Genevay    |           |                                                                                  |
| 1832    | 1837          | François-Louis Treboux |           |                                                                                  |
| 1838    | 1843          | Jean-Abram Treboux     |           |                                                                                  |
| 1844    | 1845          | David Genevay          |           |                                                                                  |
| 1846    | 1847          | Marc-Louis Treboux     |           |                                                                                  |
| 1847    | 1848          | Rodolphe Genevay       |           |                                                                                  |
| 1848    | 1854          | Pierre-François Bosson |           |                                                                                  |
| 1854    | 1855          | Jean-David Genevay     |           |                                                                                  |
| 1856    | 1882          | Pierre-François Bosson |           |                                                                                  |
| 1883    | 1900          | Ferdinand Genevay      |           |                                                                                  |
| 1901    | 1909          | Jules Dunand           |           |                                                                                  |
| 1910    | 1932          | Julien Genevay         |           |                                                                                  |
| 1933    | 1974          | Paul Genevay           |           | Juge, Agriculteur                                                                |
| 1974    | 1988          | André Treboux          |           | Agriculteur                                                                      |
| 1988    | 1997          | Maurice Gruaz          |           | Chauffagiste                                                                     |
| 1997    | 2021          | Didier Lohri           | Vert      | Maître de direction générale de l'enseignement postobligatoire (DGEP), Ingénieur |
| 2021    | Syndic actuel | Sonia Pittet           |           | Conservatrice Registre Foncier, Juriste                                          |

## Économie

### Historique
Jusqu'au milieu du XXe siècle, Bassins était principalement un village agricole. Les cultures arables étaient pratiquées dans les parties basses de la commune, tandis que l'élevage bovin et la production laitière prédominaient sur les hauteurs du Jura. La sylviculture était également très importante grâce à l'abondance de la forêt et a été responsable de la prospérité de la municipalité dans les années passées. Les autres emplois sont dans le commerce et la distillerie, produisant des essences de parfum pour l'industrie de la parfumerie. Bassins est le siège de la Fédération vaudoise des crédits mutuels. Depuis environ 1980, grâce à son bel emplacement et aux bonnes liaisons de transport, une évolution rapide vers une communauté résidentielle a commencé. De nouveaux lotissements sont construits, notamment dans le quartier des Platets. La majorité des résidents travaillent en dehors du village, principalement à Nyon et à Genève.

### Statistiques
En 2000, le nombre de travailleurs provenant de l'extérieur était de 67 alors que le nombre partant vers l'extérieur était de 329, de ces 329 travailleurs, 14,3% utilisent les transports en commun pour se rendre au travail et 67,3% utilisent une voiture. La municipalité est un exportateur net de travailleurs, avec environ 4,9 travailleurs quittant la municipalité pour chaque travailleur y entrant. Environ 23,9% de la main-d'œuvre arrivant à Bassins provient de l'étranger.
|                                                      | 2011 | 2012 | 2013 | 2014 | 2015 | 2016 | 2017 | 2018 |
| Emplois dans le commerce                             | 14   | 13   | 14   | 11   | 13   | 12   | 9    | 10   |
| Emplois dans la construction                         | 24   | 31   | 30   | 24   | 23   | 20   | 23   | 28   |
| Emplois dans les industries                          | 17   | 19   | 17   | 16   | 23   | 20   | 23   | 28   |
| Emplois dans le secteur primaire                     | 32   | 30   | 30   | 29   | 29   | 29   | 30   | 32   |
| Emplois dans la santé humaine et l'action sociale    | 3    | 4    | 12   | 15   | 14   | 20   | 23   | 24   |
| Emplois dans l'enseignement                          | 12   | 10   | 17   | 12   | 14   | 12   | 14   | 13   |
| Emplois dans l'hôtellerie et la restauration         | 6    | 5    | 6    | 3    | 5    | 4    | 9    | 11   |
| Emplois dans les activités financière et d'assurance | 0    | 3    | 1    | 0    | 0    | 0    | 0    | 0    |
| Emplois dans les autres services                     | 35   | 39   | 37   | 31   | 27   | 24   | 24   | 30   |
| Total Emplois                                        | 143  | 154  | 164  | 141  | 141  | 135  | 146  | 163  |

En 2008, le nombre total d'emplois à plein-temps était de 114. Ils étaient répartis : 28 dans le secteur primaire, 46 dans le secteur secondaire et 40 dans le secteur tertiaire. Dans ces trois secteurs, 25 emplois étaient en lien avec l'agriculture, 3 avec la foresterie, 24 avec la fabrication, 22 avec la construction, 17 avec la vente et la répartition de véhicules, 2 avec le stockage et le transport de marchandises, 7 avec l'hôtellerie et la restauration, 3 avec les professions technique et scientifique, 7 avec l'enseignement et 4 avec la santé.
En 2010, le taux de chômage à Bassins était de 3,2%.

### Entreprises
Plus de 25 entreprises sont domiciliées à Bassins.

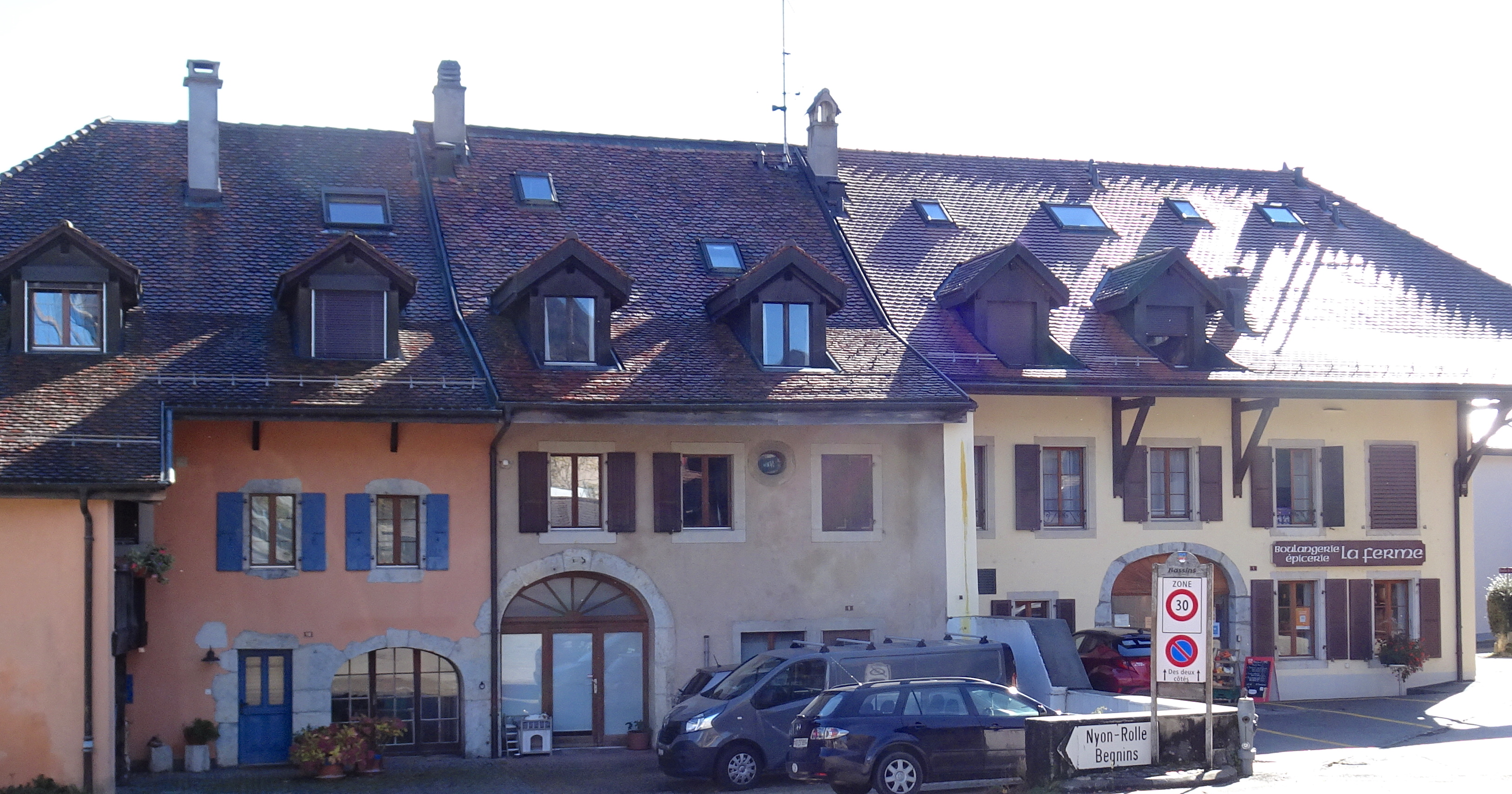
Vue de la boulangerie "La Ferme"

## Religion
D'après les statistiques de 2000, 210 personnes ou 25,2% étaient catholiques romaines, tandis que 374 ou 45,0% appartenaient à l'église réformée suisse, 6 personnes ou 0,72% étaient membres d'une église orthodoxe, 59 personnes ou 7,09% appartenaient à une autre église chrétienne, 3 personnes ou 0,36% étaient juives, 2 ou 0,24% étaient islamiques, 1 personne était bouddhiste et 1 individu appartenait à une autre église. Parmi les autres, 168 ou 20,19% n'appartenaient à aucune église, étaient agnostiques ou athées et 35 individus ou 4,21% n'ont pas répondu à la question.

## Éducation
L'école Jean de la Fontaine accueille les enfants de 1re primaire à 6e primaire.
En 2000, 5 élèves d'autres municipalités étudiaient à Bassins, tandis que 100 résidents étudiaient des écoles en dehors de la municipalité.
À Bassins, environ 286 personnes ou 34,4% de la population ont terminé l'enseignement secondaire supérieur non obligatoire (soit le gymnase, soit un apprentissage), et 179 personnes ou 21,5% ont terminé un enseignement supérieur supplémentaire (soit l'université, soit une HES). Sur les 179 personnes ayant achevé une formation supérieure, 50,3% étaient des hommes suisses, 29,1% des femmes suisses, 13,4% des hommes étrangers et 7,3% des femmes étrangères.
Pour l'année scolaire 2009/2010, le district scolaire de Bassins comptait 205 élèves au total. Dans le système scolaire cantonal vaudois, deux années de préscolarité non obligatoire sont assurées par les districts politiques. Durant l'année scolaire, le district politique a assuré l'accueil préscolaire de 1249 enfants au total, dont 563 enfants (45,1 %) ont bénéficié d'un accueil préscolaire subventionné. Le programme de l'école primaire du canton exige que les élèves la fréquentent pendant quatre ans. Le programme de l'école primaire communale comptait 125 élèves. Le programme de l'école secondaire inférieure obligatoire dure six ans et il y avait 77 élèves dans ces écoles. Il y avait également 3 élèves qui étaient scolarisés à domicile ou qui fréquentaient une autre école non traditionnelle.

## Architecture

### Monuments
L'église Notre-Dame, d'un style roman et gothique, construite au Xe siècle, à côté d'un cimetière datant du Haut Moyen-Âge, est une église clunisienne, ayant une grande importance, avec son ancien monastère, dans l'histoire du village de Bassins. Elle fait partie des biens culturels Suisse d'importance nationale.

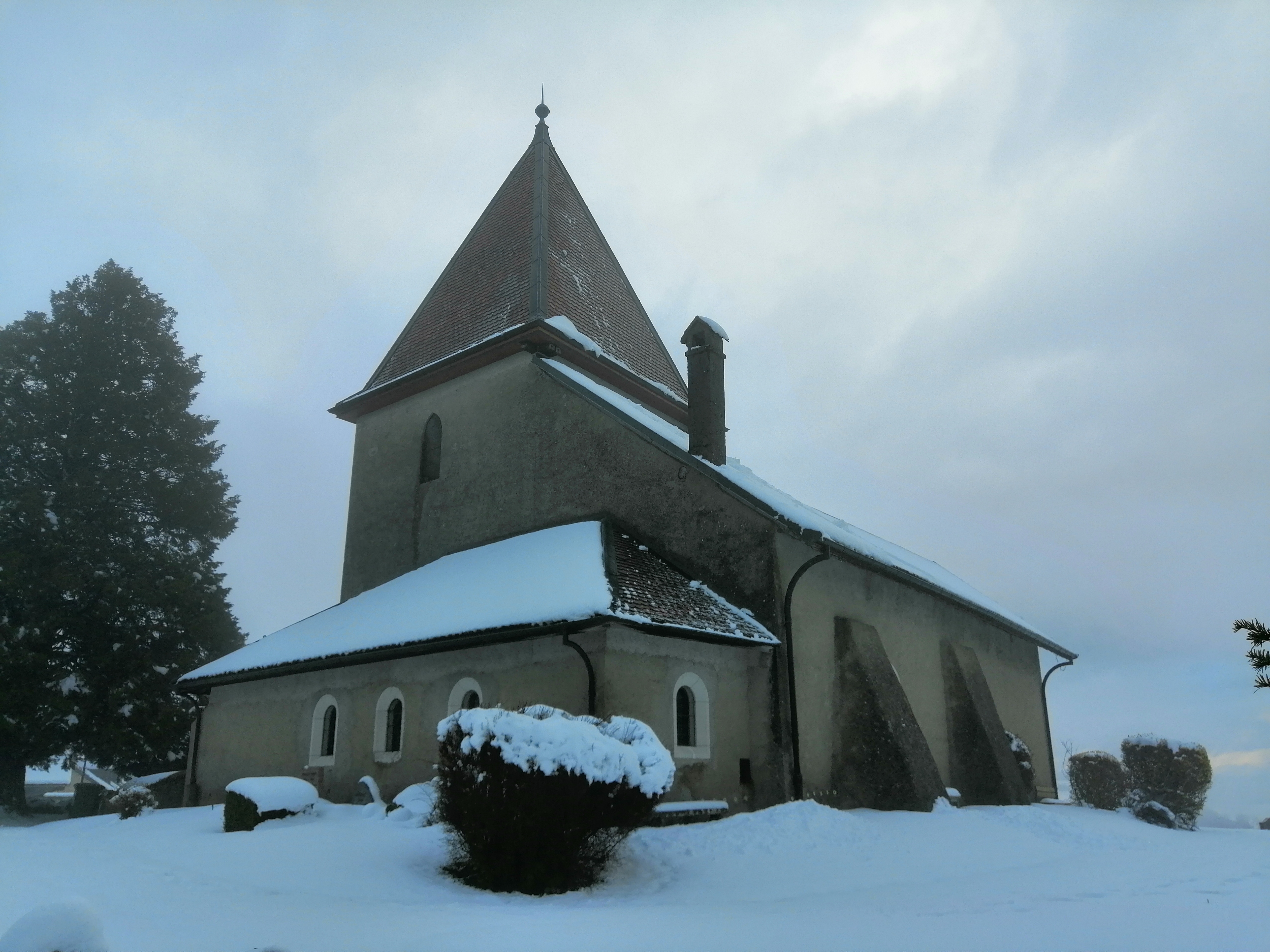
Vue de l'église enneigée.

### Fontaines
Le village compte sept fontaines, une à La Cézille et les six autres dans le vieux village. Elles ont été construites autour du XIXe siècle, pour les besoins domestiques et le bétail.

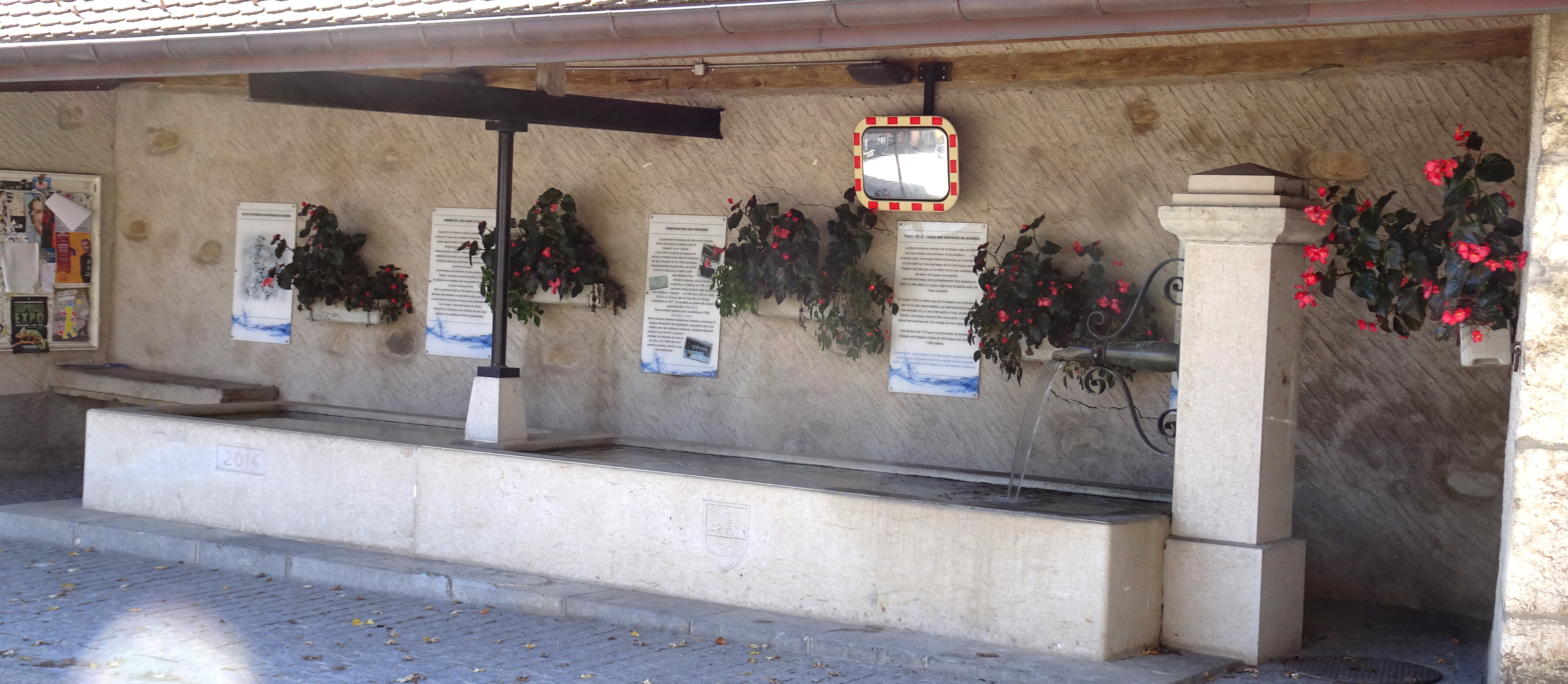
La fontaine et l'arrêt de bus de la Tillette.

### Chalets d'alpage
La commune compte treize chalets d'alpage sur son territoire :
| Photo | Nom             | Coordonnées                 | Altitude | Remarques                       |
| ----- | --------------- | --------------------------- | -------- | ------------------------------- |
|       | Cabane du Peney | 46° 29′ 53″ N, 6° 11′ 12″ E | 1 275 m  | Cabane de séjour avec dortoirs  |
|       | La Dunanche     | 46° 28′ 39″ N, 6° 11′ 40″ E | 1 117 m  |                                 |
|       | Les Pralets     | 46° 29′ 53″ N, 6° 10′ 05″ E | 1 271 m  | Buvette d'alpage et dortoirs    |
|       | La Bassine      | 46° 30′ 22″ N, 6° 11′ 05″ E | 1 260 m  | Fabrication de Gruyère d'alpage |
|       | La Chaumette    | 46° 28′ 49″ N, 6° 12′ 20″ E | 980 m    | Buvette d'alpage en été         |
|       | Le Bugnonet     | 46° 29′ 02″ N, 6° 12′ 33″ E | 993 m    |                                 |
|       | La Pessette     | 46° 28′ 54″ N, 6° 11′ 40″ E | 1 169 m  |                                 |
|       | Les Frasses     | 46° 29′ 06″ N, 6° 11′ 11″ E | 1 161 m  |                                 |
|       | Le Crot         | 46° 29′ 20″ N, 6° 11′ 47″ E | 1 225 m  |                                 |
|       | Mondion         | 46° 29′ 28″ N, 6° 10′ 49″ E | 1 269 m  |                                 |
|       | Le Planet       | 46° 29′ 41″ N, 6° 11′ 50″ E | 1 363 m  |                                 |
|       | Rionde-Dessous  | 46° 31′ 01″ N, 6° 12′ 01″ E | 1 317 m  |                                 |
|       | Rionde-Dessus   | 46° 31′ 13″ N, 6° 11′ 42″ E | 1 327 m  |                                 |

## Personnalités
- Gaspard Abraham André (1840-1896), architecte français ; il fut le principal créateur des plans du Palais de Rumine.

## Galerie

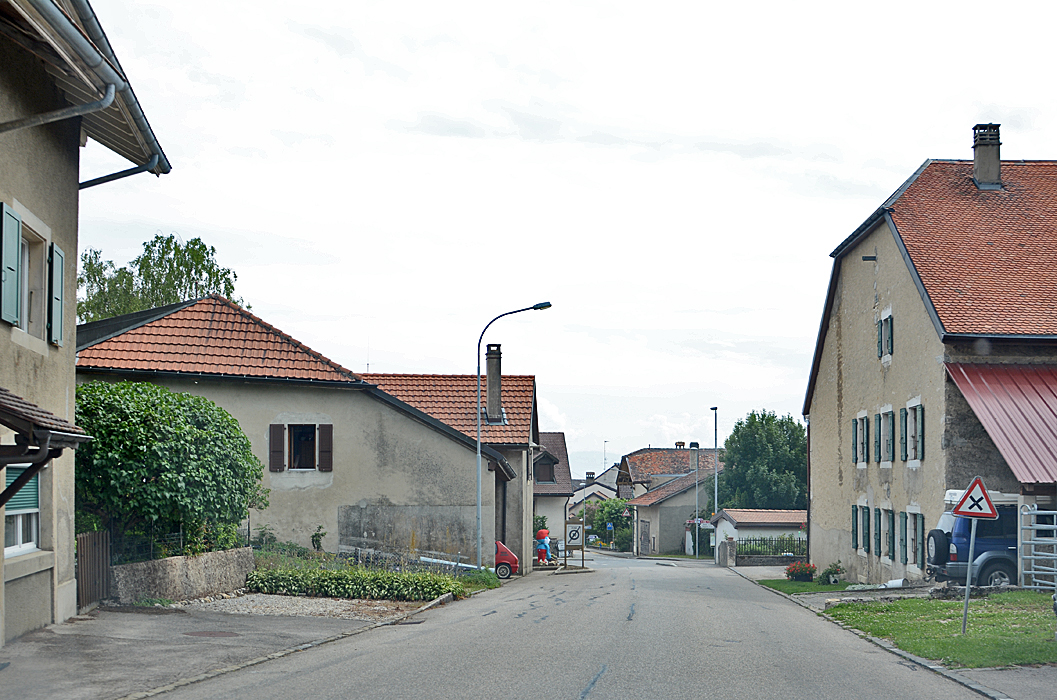
Photo du vieux village de Bassins.
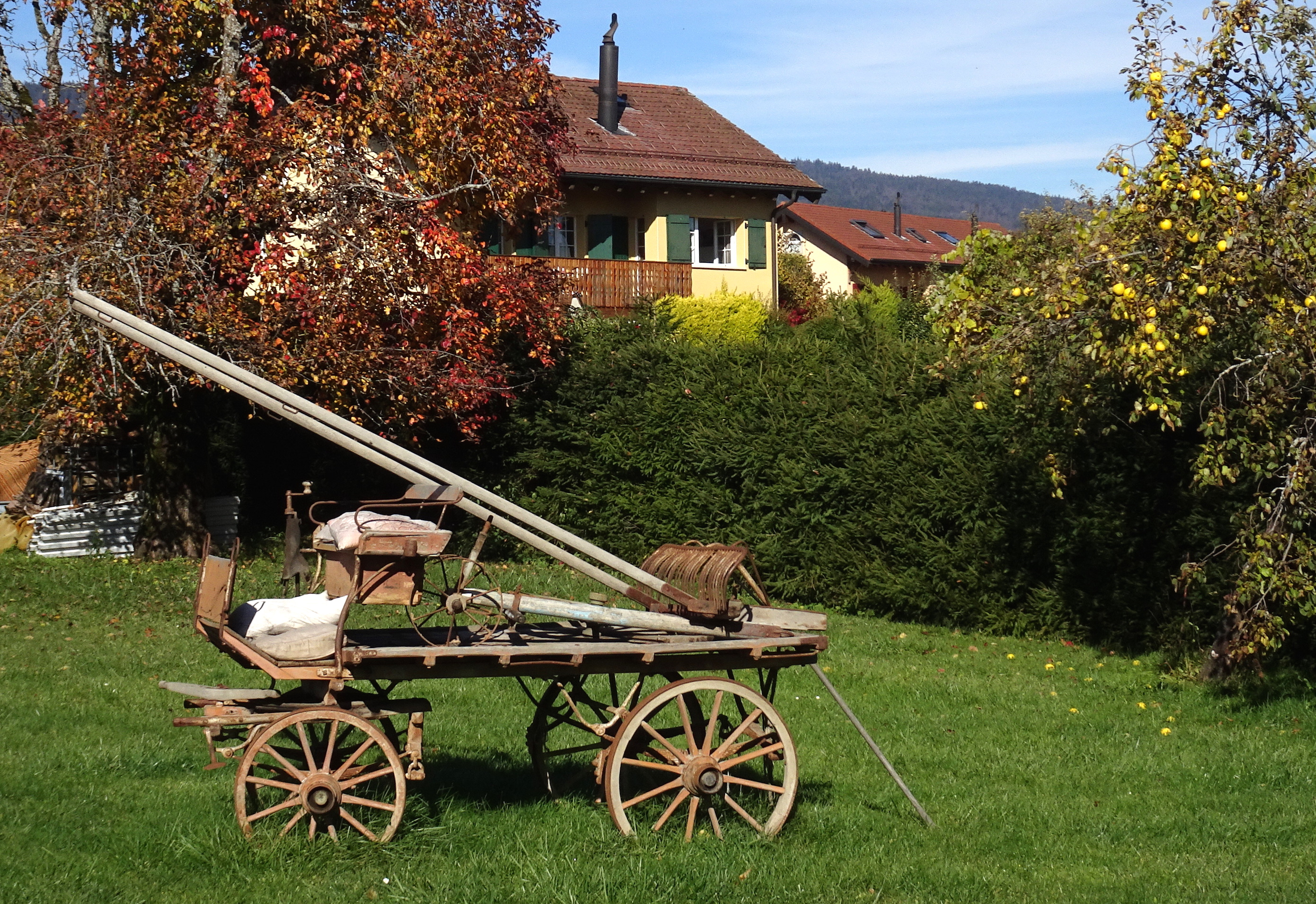
Une charrette dans le jardin potager d'un habitant.
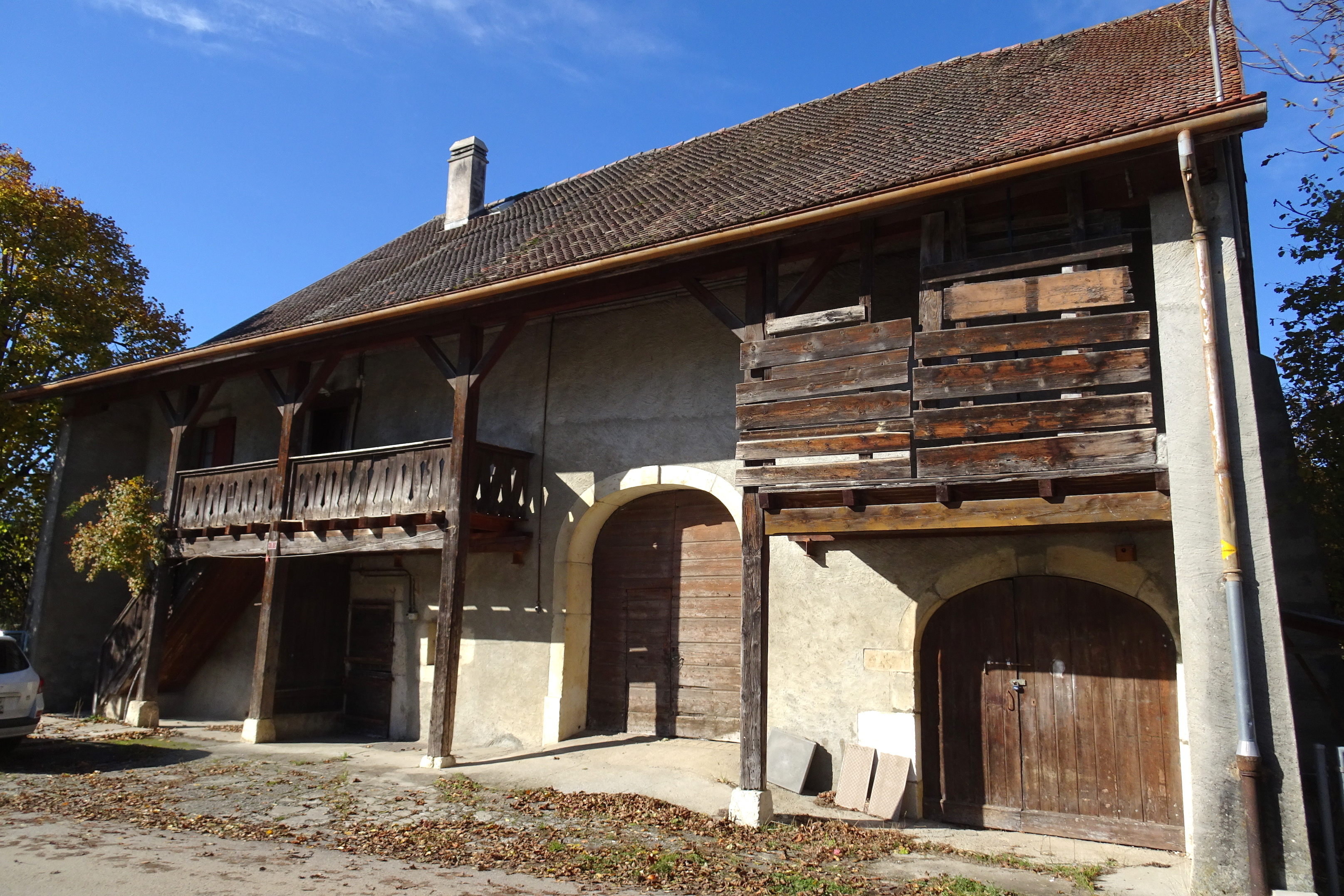
Une vieille grange du village.
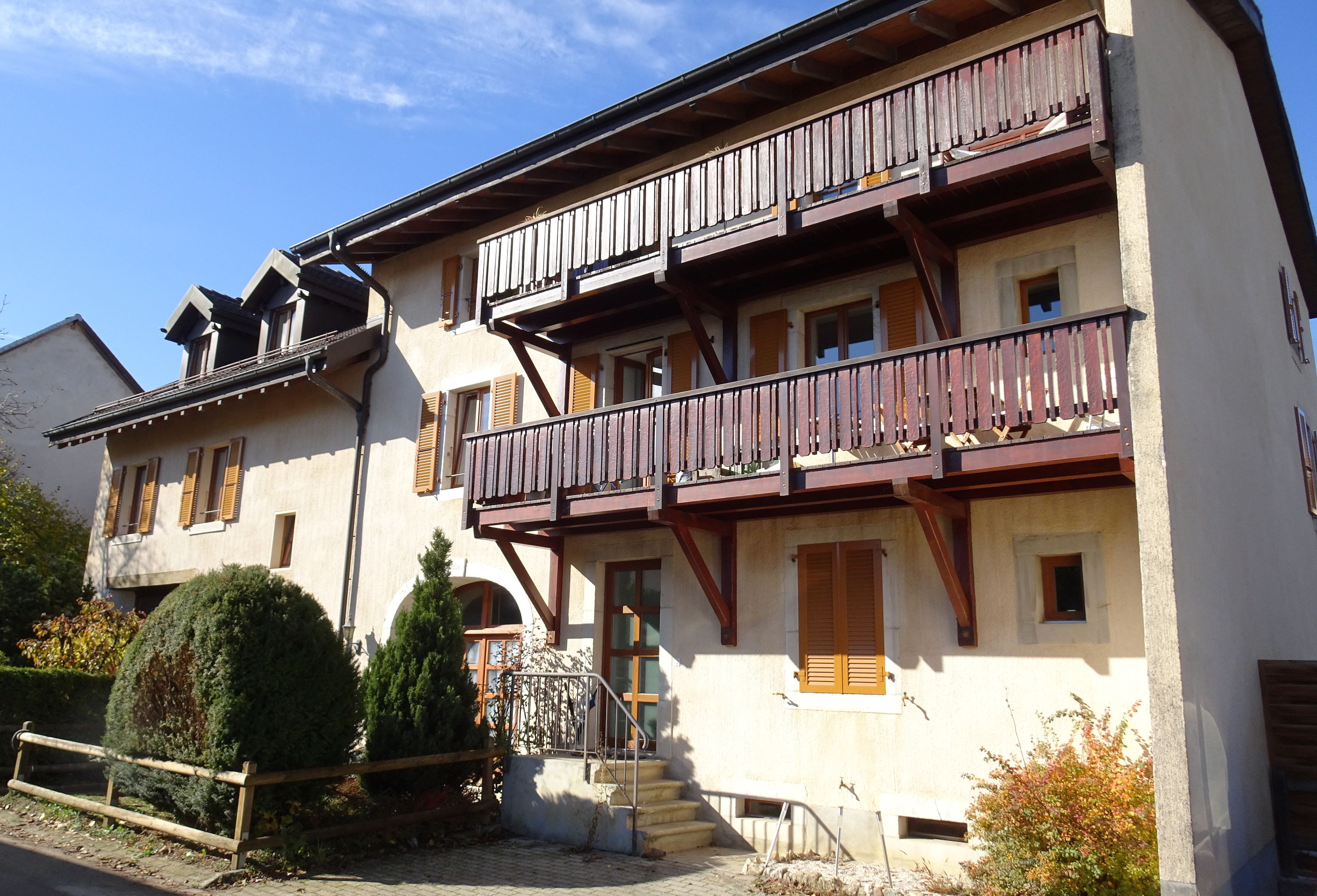
Une ancienne grange.
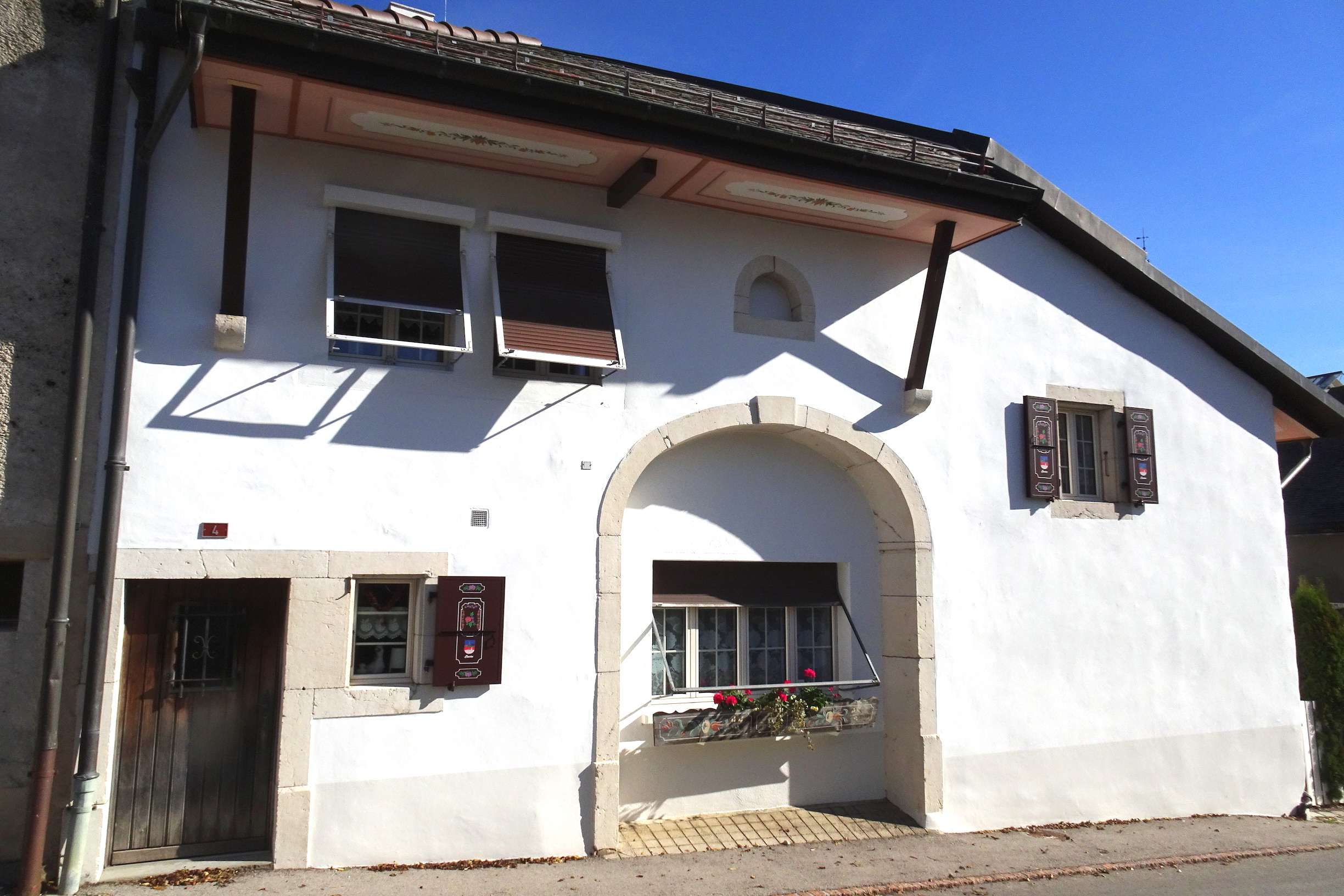
Un bâtiment du vieux village.
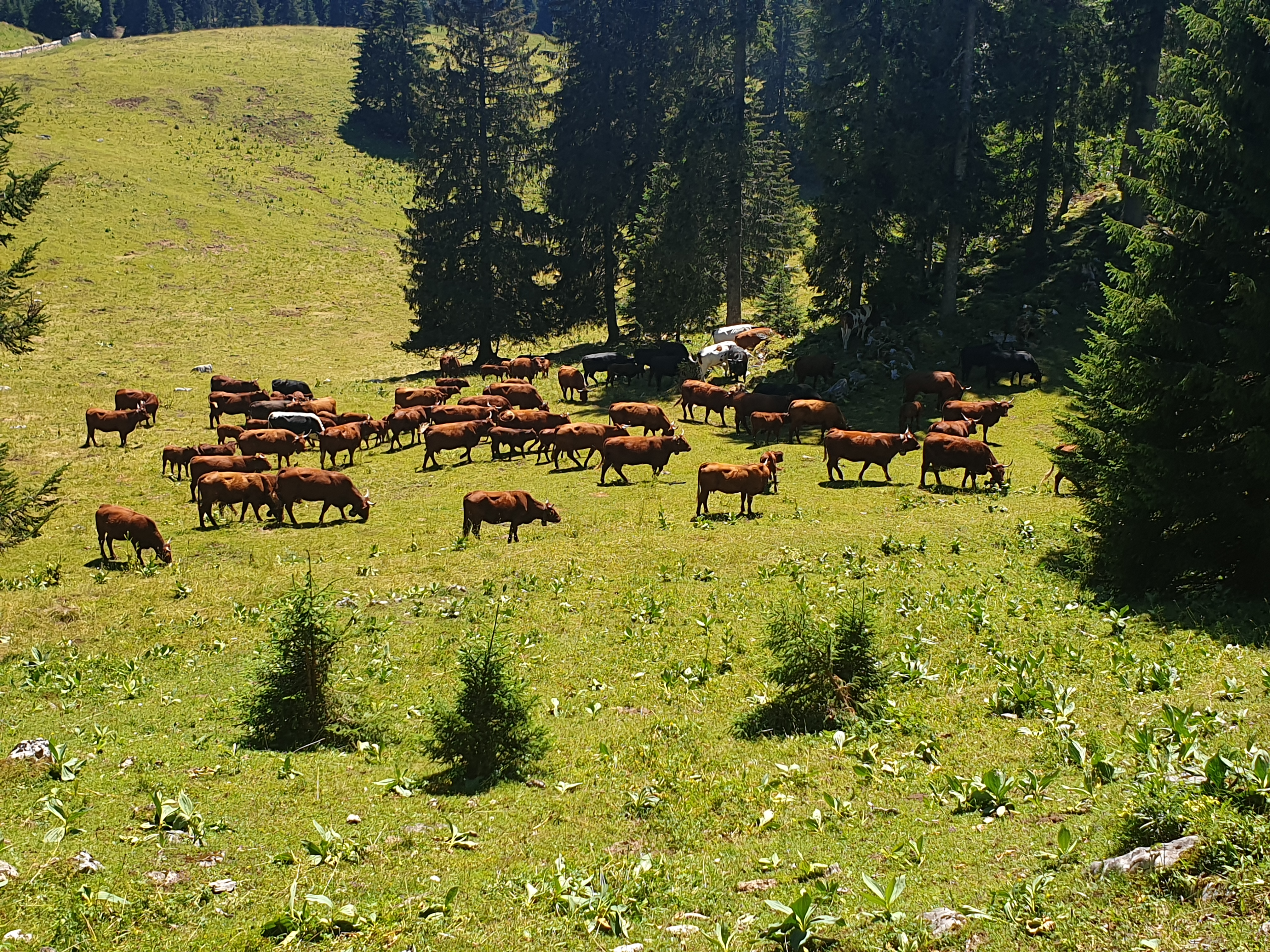
Troupeau de vaches d'alpage broutant les pâturages.

## Filmographie
- 2008 : Souvenir d'avant 1950, quatre anciens villageois de Bassins racontent[60]